# Shabnam Tolouei
Shabnam Tolouei (aussi orthographié Toluie, Tolooee ou Tolouie, en persan : شبنم طلوعی), née à Téhéran en 1971, est une actrice iranienne, metteur en scène et dramaturge. Elle vit en France et a obtenu la nationalité française en 2019. 

## Biographie
À la suite d'une interdiction totale de travailler en Iran par l'État iranien à cause de sa religion baha'ie, elle est obligée de quitter son pays en décembre 2004. Elle vit depuis à Paris. Elle a son DEUG en cinématographie de l’École Cinématographie de Bagh-Ferdos à Téhéran, et la licence Arts du Spectacle : Études Théâtrales de l'Université Paris X, Nanterre. 
Elle a commencé à écrire et publier ses nouvelles dans les magazines culturels en Iran dès l'âge de 18 ans. Elle joue sur scène depuis 1993 et écrit pour le théâtre et le cinéma depuis 1994. De 2002 jusqu'à 2004, elle a également enseigné la méthode bio-mécanique ainsi que l'« acting pour la caméra » à l'Institut culturel de Kranameh à Téhéran.

## Filmographie
- 2000 : Le jour où je suis devenue femme, de Marzieh Meshkini, actrice dans le rôle de Ahu, Iran
- 2003 : Khanei ruye ab, de Bahman Farmanara, actrice, Iran
- 2003 : Chocolat, de Afshin Sherkat, actrice, Iran
- 2004 : Goli baraye Maryam, de Aghakarimi, actrice, Iran
- 2009 : Women Without Men de Shirin Neshat, actrice, dans le rôle de Munis, France
- 2012 : Prise 1 (BARDASHTE YEK), une série de documentaires sur les Baha'ies de France, Réalisation et montage, France
- 2013 : Red Rose de Sepideh Farsi, actrice, dans le rôle de "Simin", France
- 2016 : Dust-Flower-Flame, réalisatrice et monteuse, film documentaire sur la vie de Tahirih Qurratul Ayn, le premier personnage marquant de l'histoire des mouvements féministes en Iran, produit par Persian Media Production

- 2019 : Mitra, de Kaweh Modiri ,actress, produit par Baldr Film Production, en cours de tournage

## Théâtre en Iran
- Roméo et Juliette
- La Mille et Unième Nuit de Bahram Beyzaei
- La Noce de sang, lorka par Ali Raffi
- Shazdeh Ehtedjab, de Hooshang Golshiri (par : Ali Raffi)
- Les Bonnes de Jean Genet (par : Ali Raffi)
- Bijan et Manijeh, de Ferdowsi (par : Pari Saberi)
- Kiss you and Tears, de Charmshir (par : Mohammad Aghebati)
- La Chambre de Roya, de Foroozand
- Sur la Terre, de Foroozand
- Hamzad, de A. Dejakam
- La Grande Imprécation devant les murs de la ville, de Tankred Dorst, Hassan Majouni
- Demain (*)
- Morad (*)
- Le 7e Acte (*)
- Le Café amer (*)
- Bahman-Bagdad (*)

(*) : pièces écrites et réalisées par Shabnam Tolouei en Iran

## Théâtre en France
- La Danse automnale (auteur/réalisatrice/interprète) en persan et en français. Représentations à Paris/Prague/Stockholm/Toronto/Jonkoping/Karlstad/Halmstad/Umea/Malmö 2011-2013
- L'Entretien (réalisatrice et actrice) de Mohammad Rahmanian/Lilas En Scène/ Paris 2006
- Louvre vue d’ailleurs, spectacle musical (création collective)/ Musée du Louvre / création collective /Paris 2005